# 민주회복국민선언
민주회복국민선언은 1974년 11월 27일에 서울시 종로구 기독교회관 소회의실에 50여명이 모여 정계, 종교계, 학계, 문인, 언론인, 법조인, 여성계 등 각계 대표 71명 명의로 민주회복국민회의의 발족을 결의하면서 범국민운동에 나서기에 앞서 국회와 학원, 교회 등에서 주장되어 오던 "평화적 공동행동으로 자유와 민주주의를 쟁취하기 위해 나선다"는 등의 6개항의 내용으로 구성된 선언이다.

## 선언 6개항
1. 헌법은 주권자인 국민에게 민주체제를 보장하는 기본법이어야 한다는 대원칙에 어긋나는 현행 헌법은 최단 시일 내 합리적인 절차를 거쳐 민주 헌법으로 대체되어야 한다.
2, 우리의 체제가 공산주의의 체제적 특질을 날로 닮아가서 그 격차가 좁혀진다면 국민의 공산주의에 대항하려는 의지는 둔화될 수 밖에 없으며, 현 체제의 억압에 반대하는 국민 각계 각층의 저항은 계속 확대될 것이다.
3. 정부가 곧 국가라는 전제적 사고방식은 민주주의에 역행하는 것이며, 반정부는 반국가가 아니다. 우리는 반정부 활동으로 말미암아 복역, 구속, 연금 등을 당하고 있는 모든 인사들을 사면, 석방하고 그들의 정치적 권리를 회복시키고 언론의 자유를 보장하라
4. 공산주의 체제에서도 통치권력이 피통치자의 최저생활에 대해서는 책임을 진다고 한다. 우리 정부는 정책을 전환하여  자유경제 토대를 구축하면서 가난한 사람들의 생활과 복지를 보장함으로써 부패된 특권층만을 위한 정부가 아니라 전국민의 정부 임을 입증하여야 한다.
5. 우리나라는 국가안보와 나아가 공산화의 염려가 없는 민족통일의 성취를 위해 우리의 입장에 대한 광범한 국제적 지지를 절실히 필요로 한다. 우리의 주요한 국제적 지지 기반은 민주 체제를 가진 국가들로서 이들 제국에서는 독재적 반민주적 정부들에 대한 지원에 반대하는 국민여론이 한결같이 강화되어 가고 있다. 우리는 민주체제를 재건 확립하는 것만이 우리의 국제적 고립을 면하는 길이라고 확신한다.

## 반응
- 정치참여가 금지된 재향군인회의 선언자 규탄 가두 데모
- 일본 아사히 신문은 "박정권에 도전장"이라는 제목으로 7면 국제면 톱기사로 다루면서 "데모재연필지"라고 썻다.[2]
- 민주회복국민회의는 1974년 12월 6일에 사립대학 교수 5명에 대한 문교부의 경고, 경기공업전문학교 김병걸 교수에 대해 권고 사직 강요, 서울대학교 문리대 백낙청 교수에 대한 사직 권고, 시인 김규동이 경영하는 출판사의 10년치 경리장부의 제출을 요구한 것을 거론하면서 "정부당국은 민주회복국민선언에 서명한 인사들에 대한 음양으로 부당한 박해를 강화하고 정보기관을 통해 압력을 가하는가 하면 부당한 감시와 정신적 압박을 가해오고 있다"고 하면서 12월 10일 세계인권선언 인권의 날을 기하여 "각자가 처한 위치에서 헌법개정 민주회복 구속인사 석방을 위한 의사를 재천명할 것이다"고 했다.[3]
- 민주회복국민회의 서울시지부 백철 대변인은 1975년 5월 19일에 "국가 생존적 절대 당위성 앞서 국민총화 대열에 적극 참여코자 민주회복국민회의 서울시지부의 해체를 선언한다"며 시지부의 해체를 선언하는 성명을 발표했다.[4]